# Espantallops
L'espantallops (Colutea arborescens) és una planta de la família de les fabàcies. També és coneguda com bufa de llop.

## Distribució i hàbitat
Aquest planta és originària de l'àrea del Mediterrani i es troba al sud d'Europa i les zones temperades d'Àsia occidental i Àfrica del nord.
Acostuma a viure als marges dels camins, en clarianes de bosc, a les bosquines arbrades, pinedes esclarissades i garrigues fins a una altitud de 1.500 m, sense acostumar a fer poblacions extenses.
Aquesta planta creix tant sobre terreny silici com sobre calcari.

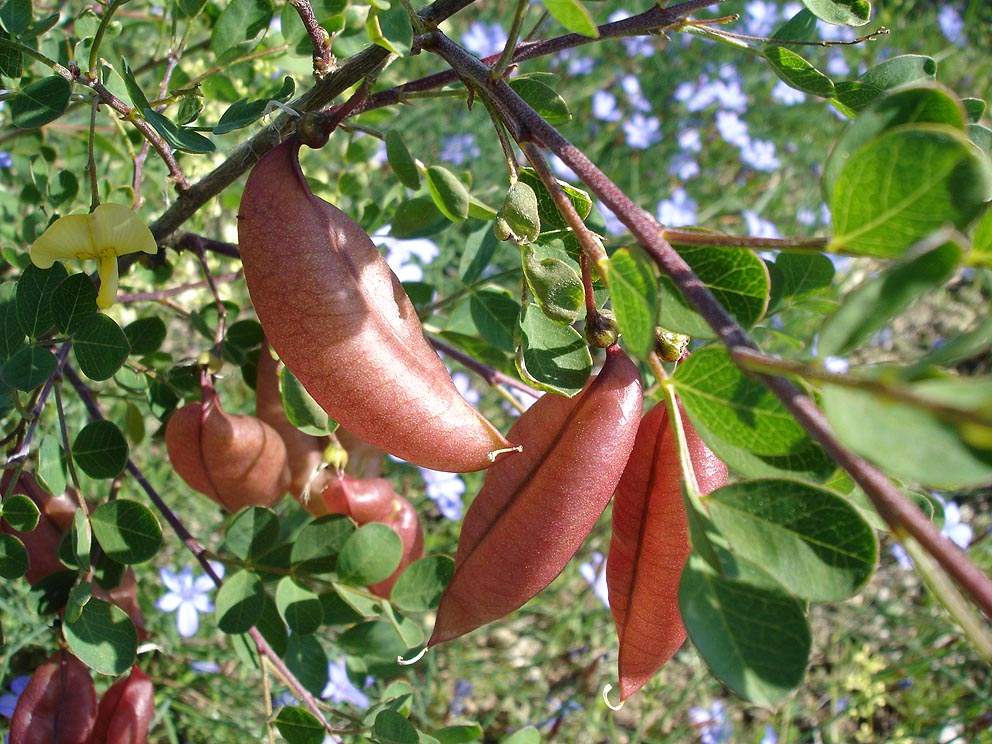
Fruits de l'espantallops. Hom diu que el seu soroll espanta als llops

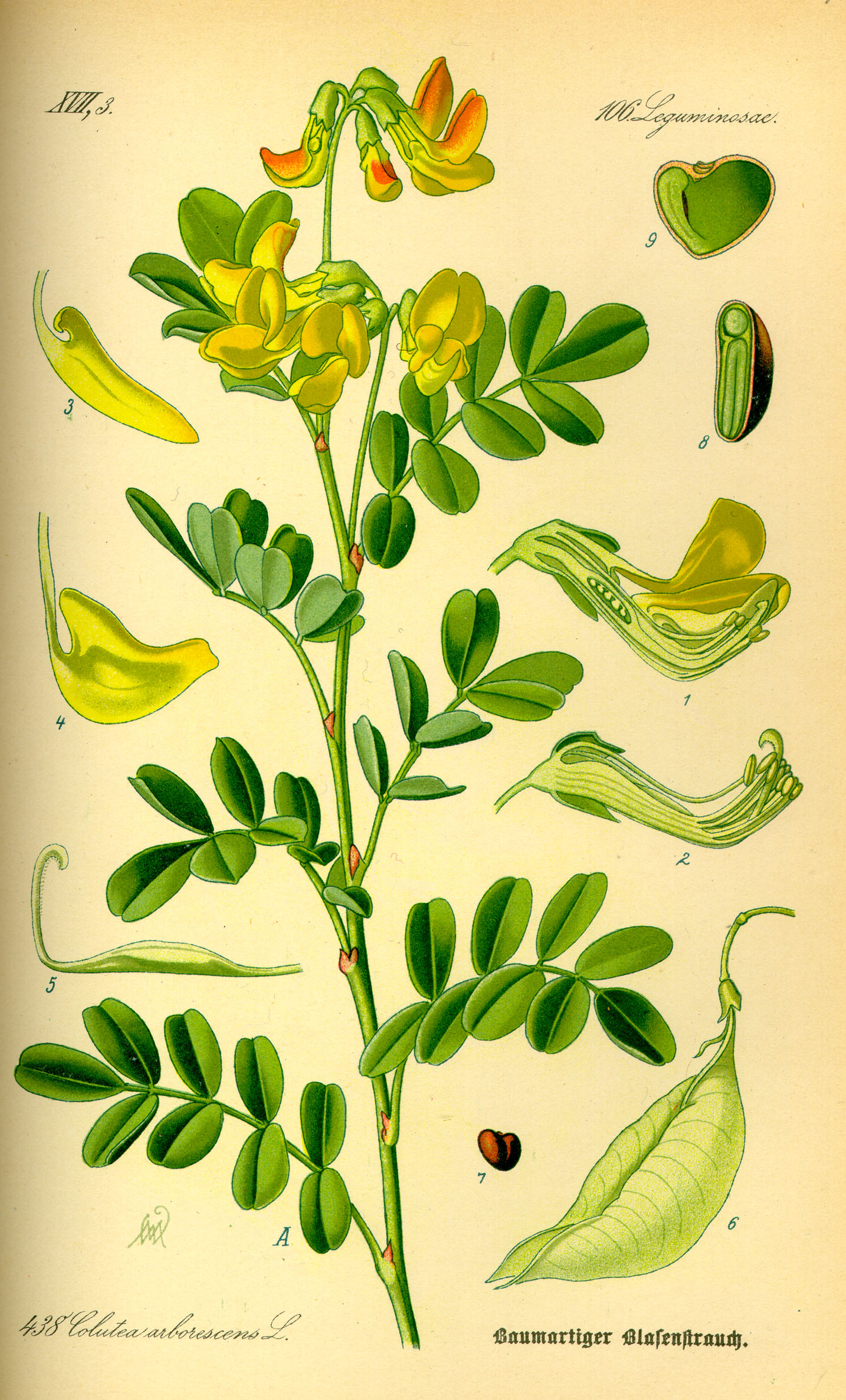
Il·lustració

## Descripció
És un arbust que pot fer fins a 3 m d'alçada però generalment no ultrapassa els 120 cm. Les seves fulles són compostes, amb un folíol terminal. Són semblants a algunes altres ginestes amb les que es pot confondre quan no té fruits, tot i que les fulles de l'espantallops són més grans i amargants, i la planta sol fer-se més alta en comparació.
Les flors són una inflorescència de tipus raïm de color groc viu. Floreixen del maig a l'agost i atreuen molt les abelles.
Els fruits formen una beina que pot fer de 5 a 7 cm de llargada i es van inflant mentre maduren. A causa de llur color rogenc viu i la seva mida i forma, els fruits madurs de l'espantallops són força espectaculars.
Les papallones conegudes com a "blavetes" (Polyommatus bellargus, Iolana iolas) viuen lligades a l'espantallops.

## Origen del nom
"Espantallops", el nom de la planta, prové del fet que les llavors resten soltes a l'interior del llegum madur. Quan el vent mou els fruits es pot sentir un soroll que, segons el folclore tradicional de Catalunya, espanta els llops.

## Subespècies
Dues subespècies han estat identificades:
- Colutea arborescens subsp. arborescens
- Colutea arborescens subsp. gallica